# Białka złożone
Białka złożone (proteidy) – związki białkowe zawierające w swojej strukturze oprócz podstawowego łańcucha białkowego (białko proste) także inne grupy, tzw. grupy prostetyczne.
Rodzaje białek złożonych:
- fosfoproteiny – zawierające w swojej strukturze resztę kwasu fosforowego, np. kazeina
- glikoproteiny – zawierają cukrowce (tkanka okrywająca i płyny ustrojowe)
- chromoproteiny – zawierają część barwnikową, np. hemoglobina lub rodopsyna
- lipoproteiny – zawierające tłuszczowiec (błona komórkowa, osocze krwi)
- nukleoproteiny – związane z kwasem nukleinowym
- metaloproteiny – związane z atomem/kationem metalu